# Ottaviano Cane
Ottaviano Cane (Trino Vercellese, 1495 – Trino Vercellese, 1576) è stato un pittore italiano del XVI secolo attivo in ambito piemontese.

## Biografia

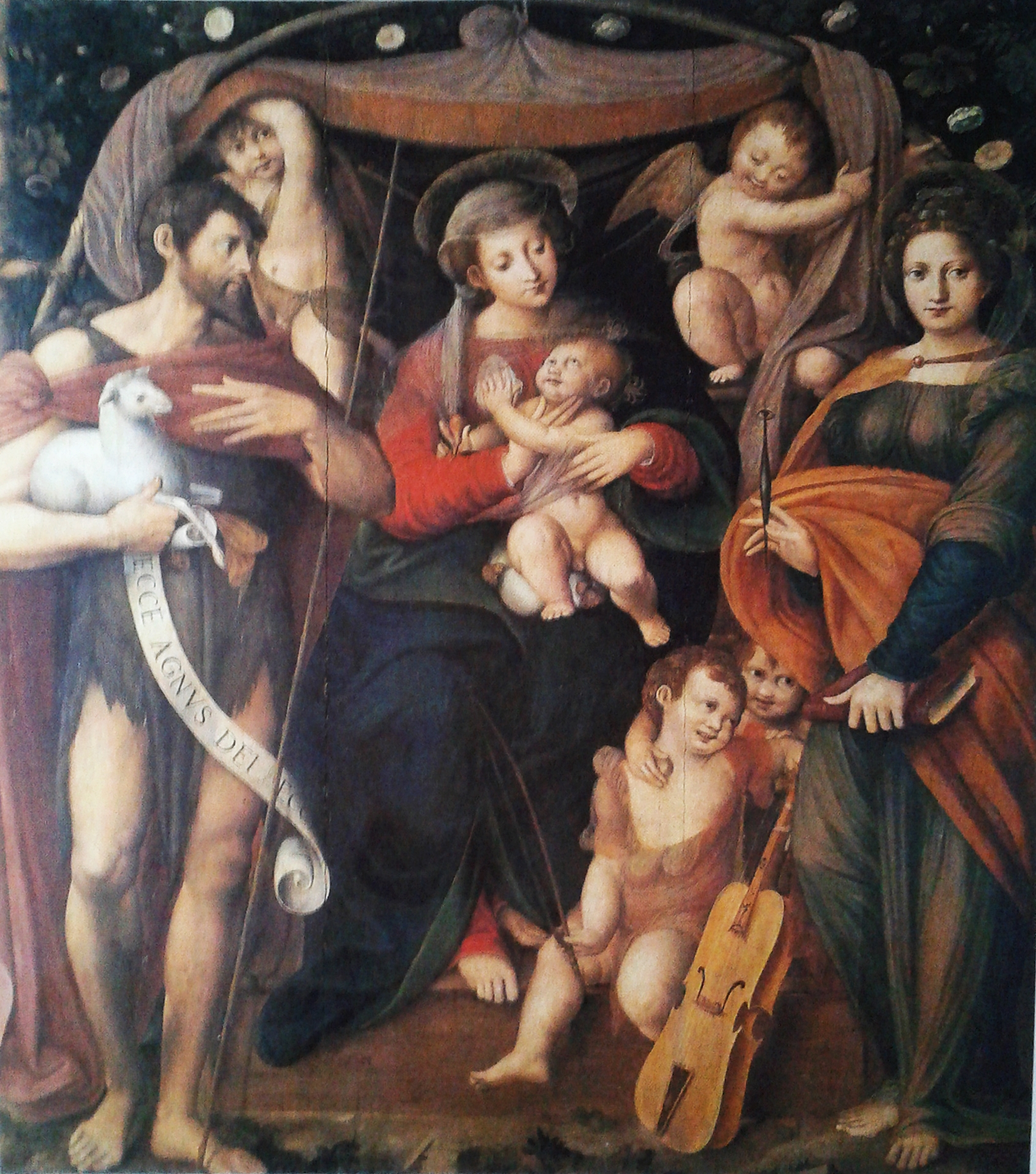
Ottaviano Cane, Madonna di Trino (1535 ca.), Torino, Galleria Sabauda.

Ottaviano Cane nasce a Trino Vercellese, da Antonino, sicuramente prima del 1495. La sua attività pittorica è - a detta di Baudi di Vesme (1929) - ampiamente documentata, e si sviluppa in un arco cronologico di circa quarant'anni che va grossomodo dal 1523 - l'anno in cui è attestata la commissione da parte della Confraternita degli Angeli a Trino di una pala e di due sculture di Angeli - al 1562, quando un documento riporta l'avvenuto pagamento di un dipinto sulla porta Faffa che riproduceva le armi del Comune di Trino.
• Gli esordi - Nel 1523, in qualità di console, Ottaviano Cane prende parte alla vita pubblica e nel 1534 poi è attestato a Casale per la vicenda che lo vede quale possibile esecutore - in alternativa a Gaudenzio Ferrari e a Agostino de' Donati - di una predella per la Confraternita dei SS. Eligio e Bobone, a dimostrazione dell'alta considerazione di cui il maestro trinese già godeva in quegli anni.
• La maturità - Di questo periodo giovanile però - durante il quale il Cane instaura un serrato confronto con Defendente Ferrari (personalità di spicco nei primi decenni del Cinquecento casalese) Macrino d'Alba (morto nel 1520 ma ancora operante nel secondo decennio del secolo), Gerolamo Giovenone, Eusebio Ferrari, Sebastiano Novelli e soprattutto con Gaudenzio Ferrari - non si sono conservate opere, e il primo testo pittorico verosimilmente di sua mano a noi giunto è una Madonna col Bambino, Santi e donatori della parrocchiale di Crevacuore, dove evidenti sono i richiami al linguaggio dello stesso Gaudenzio Ferrari.  Al 1535 circa è databile la Madonna di Trino (Torino, Galleria Sabauda), già attribuita al Ferrari per le notevoli affinità con la sua Madonna degli Aranci del 1529 (Vercelli, chiesa di San Cristoforo) e poi al fiammingo Pietro Grammorseo (personalità di grande importanza durante la prima metà del Cinquecento a Casale) ma definitivamente assegnata al Cane dalla Brizio nel 1942; mentre all'ottobre del 1541 risale la Madonna di Fontaneto (Torino, Galleria Sabauda), commissionata al Cane dalla compagnia dei disciplinati della Madonna di Fontaneto, indubbiamente la più impegnativa tra le opere del maestro per l'alta qualità raggiunta dal punto di vista stilistico.
• Gli ultimi anni e il declino stilistico - Del 1543 è il datato e firmato Matrimonio mistico di Santa Caterina (Torino, Galleria Sabauda)  per i frati domenicani di Trino, dove però lo stile del pittore già perde robustezza abbandonando i modi gaudenti del Ferrari per accogliere nuove istanze devozionali. Dopo questa data infatti seguono lavori di modesta qualità per la tendenza del Cane a ripetere stancamente moduli già sperimentati: un'Ascensione (Torino, Museo civico); un'Assunta (Digione, Musèe des Beaux-Arts); una Madonna del Suffragio (Bianzé, casa parrocchiale); un Sant'Ambrogio, Santi e donatori (Palermo, collezione Chiaromonte Bordonaro). Sono stati inoltre attribuiti al Cane negli anni Ottanta del Novecento una Madonna del Rosario (Busto Arsizio, collezione privata) e un polittico conservato nella parrocchiale di Borsano.
Ottaviano Cane muore con ogni probabilità a Trino nel 1576, considerando (Baudi di Vesme 1929) che a quell'anno risale un documento in cui sono registrati i suoi eredi, tra i quali figura la figlia Laura che nel 1561 aveva sposato il pittore Battista Giovenone.

## Opere
Il corpus delle opere di Ottaviano Cane è così di seguito parzialmente ricostruito:
| Titolo                                    |  | Oggetto   | Dimensione (cm) | Datazione   | Localizzazione                                    |
| ----------------------------------------- |  | --------- | --------------- | ----------- | ------------------------------------------------- |
| La Vergine Assunta                        |  | Tavola    | 99 x53          | -           | Pavia, Musei Civici                               |
| Madonna col Bambino, Santi e donatori     |  | Tavola    | -               | 1534-35 ca. | Crevacuore, chiesa di Santa Maria Assunta         |
| Madonna di Trino                          |  | -         | -               | 1535 ca.    | Torino, Galleria Sabauda                          |
| Madonna di Fontaneto                      |  | -         | -               | 1541        | Torino, Galleria Sabauda                          |
| Matrimonio mistico di santa Caterina      |  | -         | -               | 1543        | Torino, Galleria Sabauda                          |
| Ascensione                                |  | Tavola    | 176 x 156.5     | -           | Torino, Museo civico                              |
| San Giovanni Battista predica nel deserto |  | -         | 22.7 x 41.2     | -           | Torino, Galleria Antichi Maestri Pittori          |
| Assunta                                   |  | Tavola    | 120 x 87,5      | -           | Digione, Musèe des Beaux-Arts                     |
| Nascita di Cristo                         |  | -         | -               | 1551        | Trino, San Domenico                               |
| Madonna del Suffragio                     |  | -         | -               | -           | Bianzé, casa parrocchiale                         |
| Sant'Ambrogio, Santi e donatori           |  | -         | -               | -           | Palermo, collezione Chiaromonte Bordonaro         |
| Madonna del Rosario                       |  | -         | -               | -           | Busto Arsizio, collezione privata                 |
| -                                         |  | Polittico | -               | -           | Borsano, casa parrocchiale                        |
| Deposizione                               |  | Tavola    | 58 x 78         |             | Borsano, chiesa dei Santi apostoli Pietro e Paolo |